# Савене
Савене (фр. Savenay) — коммуна на западе Франции, находится в регионе Пеи-де-ла-Луар, департамент Атлантическая Луара, округ Сен-Назер, кантон Блен. Расположена в 33 км к северо-западу от Нанта и в 72 км к востоку от Вана. Через территорию коммуны проходит национальная автомагистраль N171.
Савене является важным железнодорожным узлом: здесь сходятся три линии: Нант—Савене, Савене—Ландерно и Тур—Сен-Назер.
Население (2017) — 8 679 человек.

## История
Найденные на территории предметы обихода древних охотников и собирателей свидетельствуют о проживании здесь людей с неолита. Сохранились несколько дольменов и менгиров. В более позднее время здесь жили кельты из племени намнетов, что подтверждают найденные в Савене оружие, монеты и драгоценности. Во время борьбы Юлия Цезаря с венетами в Савене находился центр снабжения римских легионов и пересекались две римских дороги: одна шла в Ван, другая из Блена в порт Поар на Луаре.
В IV веке Святой Иларий, епископ Пуатье, приезжает в этот район для обращения местных жителей в христианство. В VI веке большинство населения по языку и обычаям стало бретонским. В 848 году в картулярии аббатства Святого Спасителя Редона Савене упоминается  под названием "Condita Savannacum". 
В 850 году область, вместе со всей территорией от Ренна до Нанта, была завоевана первым герцогом Бретани Номиноэ. В следующем году, после сражения при Женглане, в соответствии с договором в Анже она вошла в состав Бретани. С 919 по 939 год территория Савене принадлежала викингам. При поддержке изгнанных бретонцев и англичан бретонский герцог Ален II отвоевал ее в 937—939 годах.
С 1156 по 1203 год область переходит под влияние Анжу и дома Плантагенетов, в середине XIII веке она была присоединена к владениям баронов Ла-Рош-Бернар. В 1419 году в Савене по приказу герцога Бретани Жана VI был основан монастырь кордельеров.
Великая Французская революция повысила статус Савене — 26 февраля 1790 года он становится центром дистрикта. Его первый мэр, Жан-Мари Бенуатон де ла Серподе, адвокат и ярый революционер, станет депутатом Национального конвента. При этом большинство населения не приняло революцию и поддерживало шуанов; жители Савене приветствовали восстание 12 марта 1793 года, когда город захватили около 5000 крестьян. 23 декабря город стал местом сражения Вандейской армии и Республиканских войск, вошедшего в историю как Сражение при Савене. Отступившие сюда после поражения у Ле-Мана роялисты были атакованы значительно превосходящими силами республиканцев и полностью уничтожены. Сражение в Савене положило конец первому этапу Вандейского мятежа и нанесло городу большой ущерб, от которого он восстанавливался долгое время. В память жертв этого сражения в городе установлен крест.
17 февраля 1800 года Савене получает статус супрефектуры, в 1868 году перешедший к Сен-Назеру. В 1815 году, во время Ста дней, город оставался верен монархии. 
Местные власти осушили многочисленные болота, превратившиеся в луга, что привело к развитию сельского хозяйства. В середине XIX века город известен своим рынком скота, крупнейшим в Бретани, который проводился каждую среду с марта по июль. В этот период в Савене были построены мэрия (1830 год), новая церковь (1840 год), создана ярмарочная площадь (1844 год), реконструирована больница (1852 год). В 1857 году в Савене пришла железная дорога. 

## Достопримечательности
- Церковь Святого Мартена 1840 года в стиле неоренессанс
- Бывший монастырь кордильеров
- Ветряная мельница XVI века
- Шато Тербе XIX века
- Крест памяти жертв Вандейского мятежа 1793 года

## Экономика
Структура занятости населения:
- сельское хозяйство — 0,7 %
- промышленность — 4,0 %
- строительство — 6,5 %
- торговля, транспорт и сфера услуг — 37,9 %
- государственные и муниципальные службы — 50,9 %

Уровень безработицы (2016 год) — 9,8 % (Франция в целом — 14,1 %, департамент Атлантическая Луара — 11,9 %). 

Среднегодовой доход на 1 человека, евро (2016 год) — 22 424 (Франция в целом — 20 809, департамент Атлантическая Луара — 21 548).

## Демография
Динамика численности населения, чел.

## Администрация
Пост мэра Савене с 2020 года занимает Мишель Мезар (Michel Mézard). На муниципальных выборах 2020 года возглавляемый им центристский блок одержал победу в 1-м туре, получив 53,55 % голосов.
| Период | Период | Фамилия          | Партия                  | Примечания                                                             |
| ------ | ------ | ---------------- | ----------------------- | ---------------------------------------------------------------------- |
| 1977   | 1992   | Ги Норман        | Разные правые           | коммерсант, член Генерального совета департамента                      |
| 1992   | 1995   | Робер Жам        | Разные правые           | работник компании Aérospatiale                                         |
| 1995   | 2008   | Жан-Клод Ле Галь | Социалистическая партия | работник компании Gaz de France, член Генерального совета департамента |
| 2008   | 2020   | Андре Клен       | Разные правые           | бывший су-префект                                                      |
| 2020   |        | Мишель Мезар     | Разные центристы        | руководитель предприятия                                               |

## Галерея

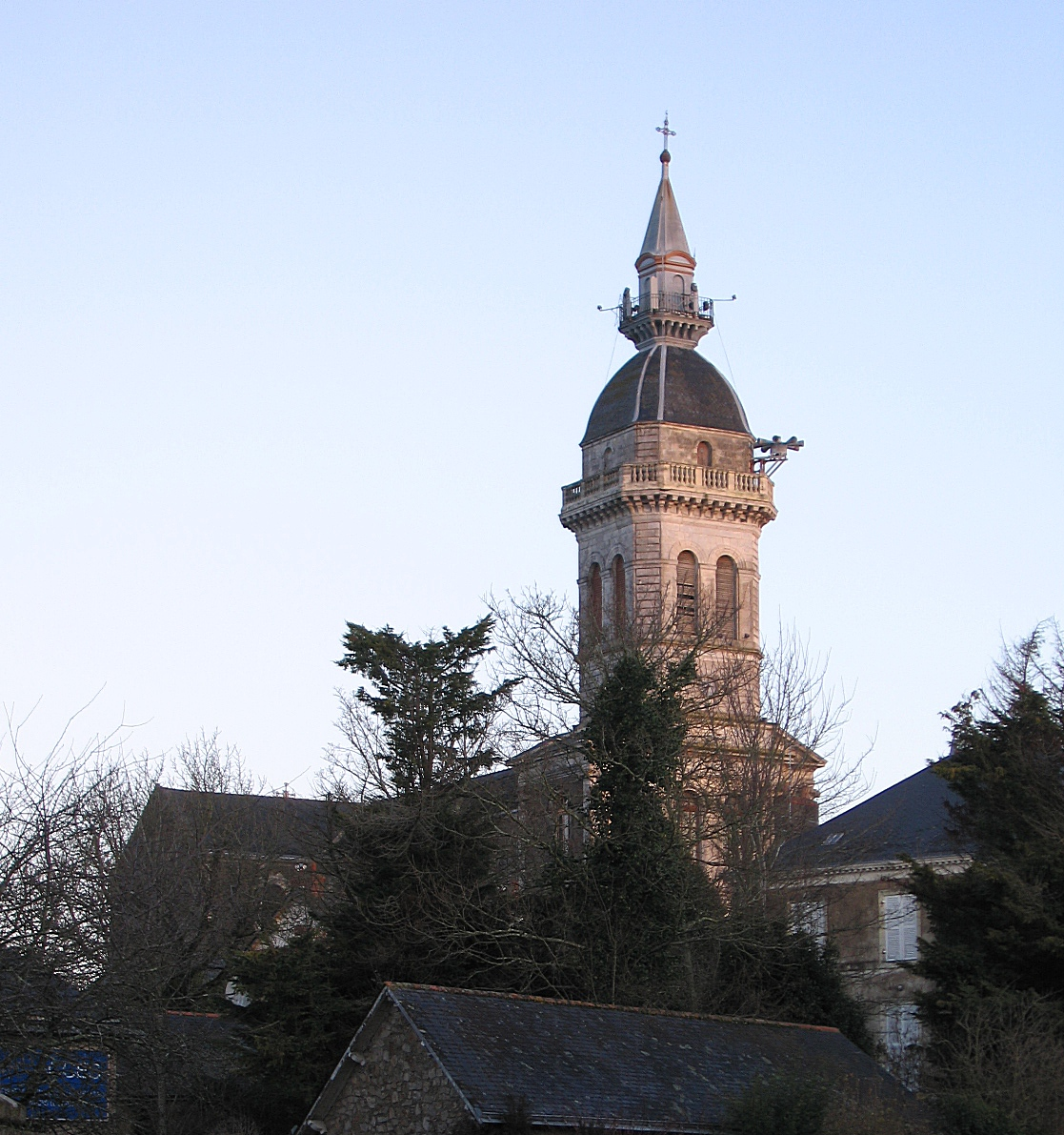
Церковь Святого Мартена
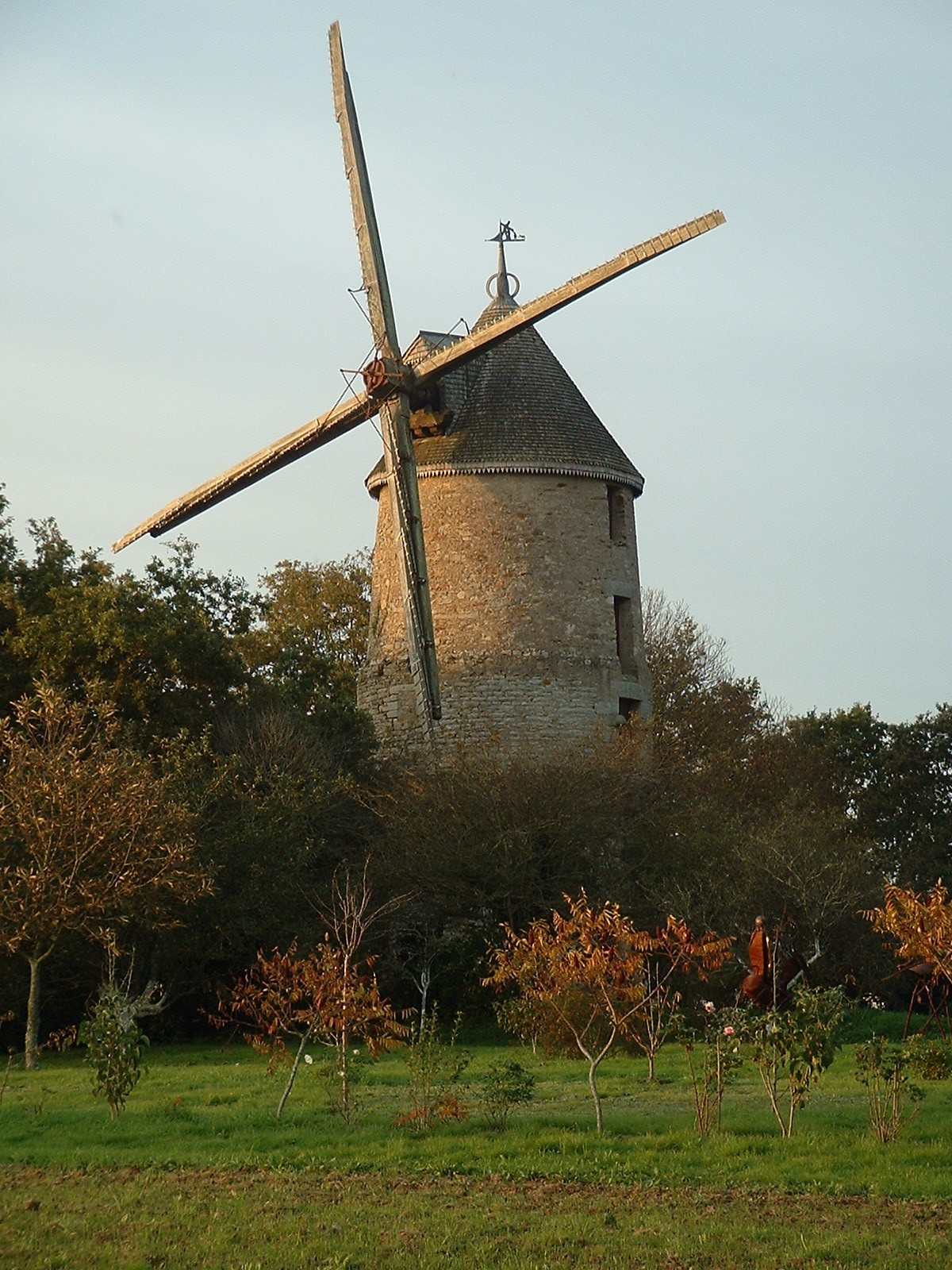
Ветряная мельница XV века
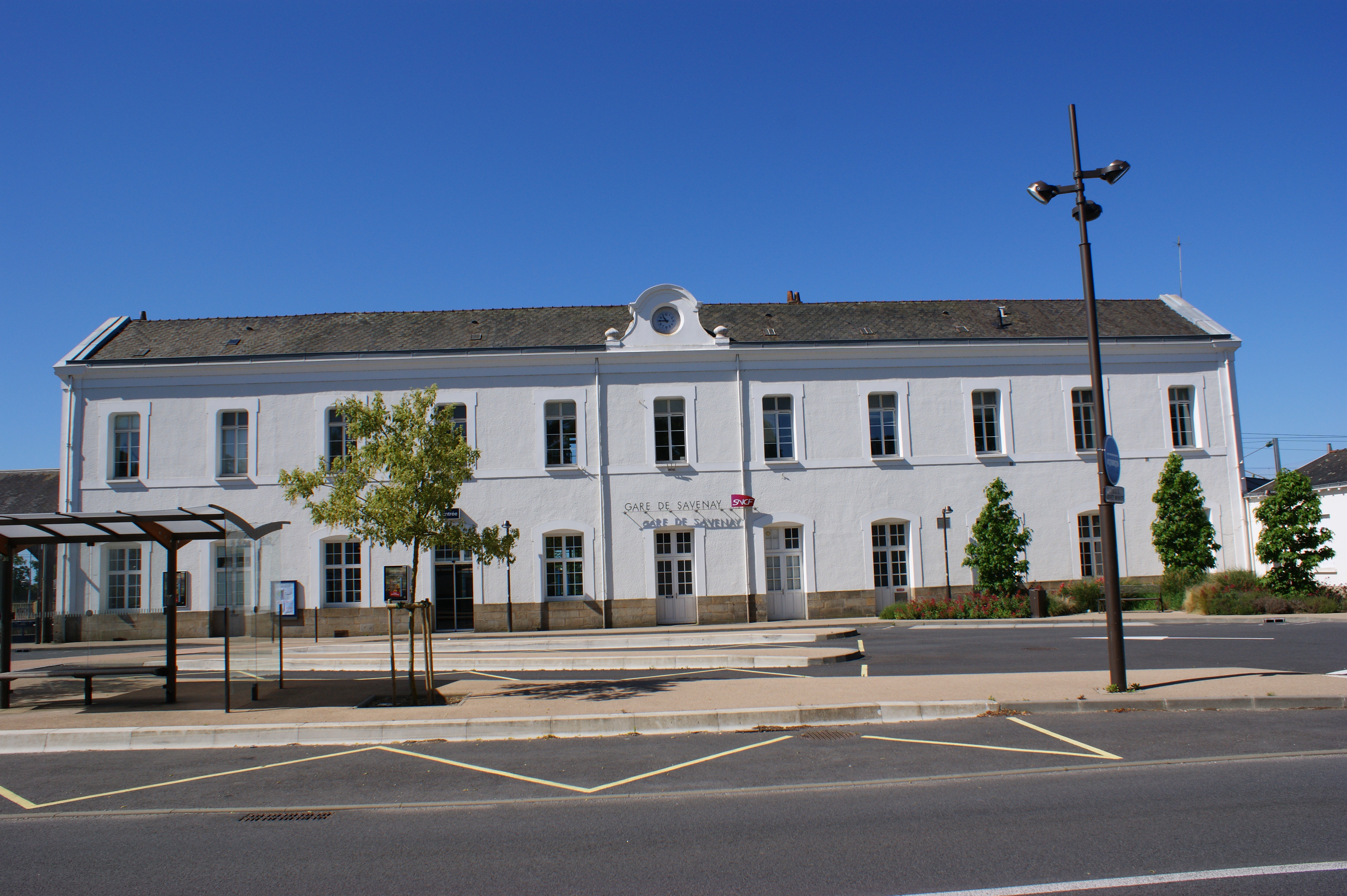
Железнодорожный вокзал
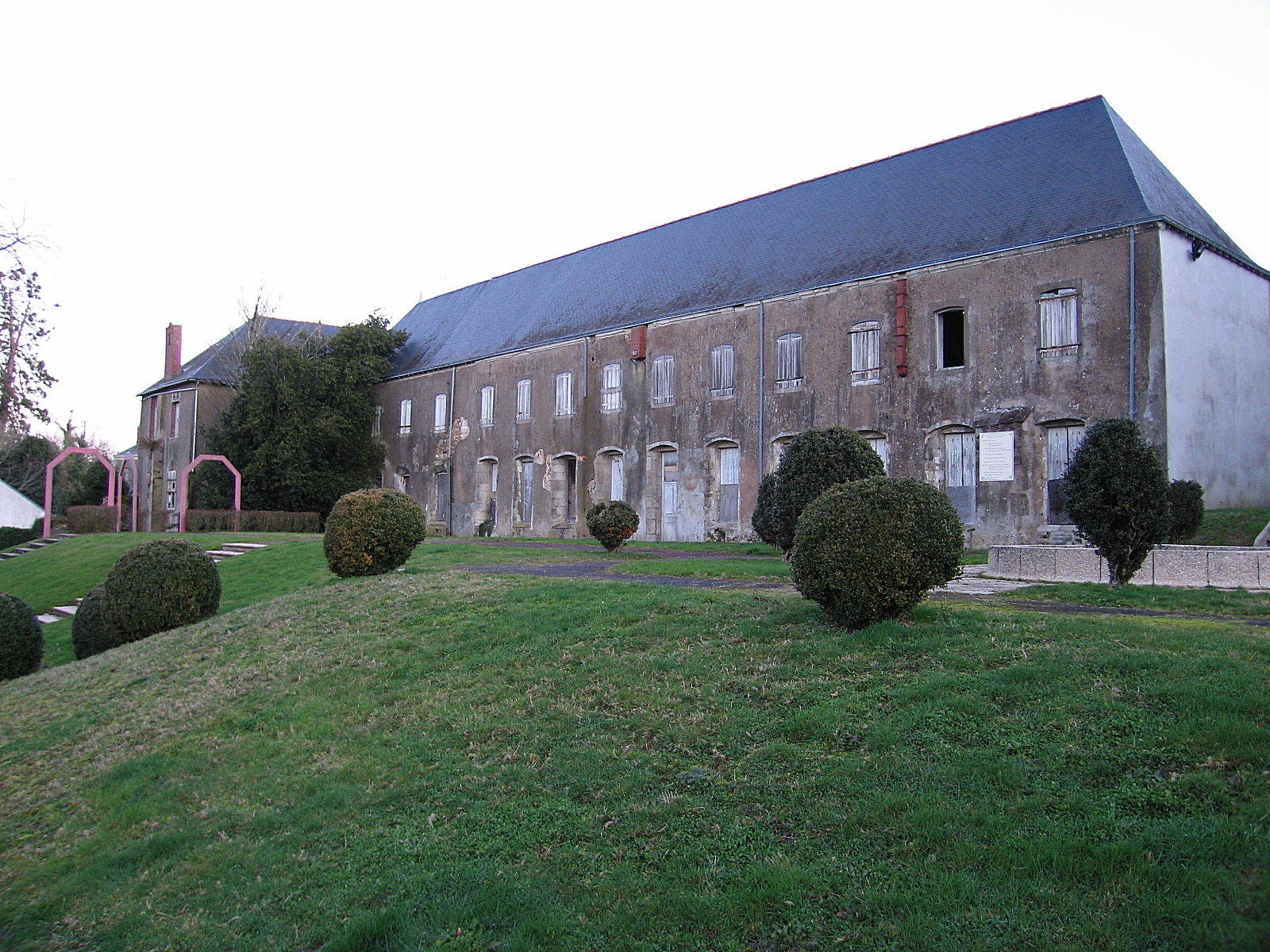
Бывший монастырь кордельеров
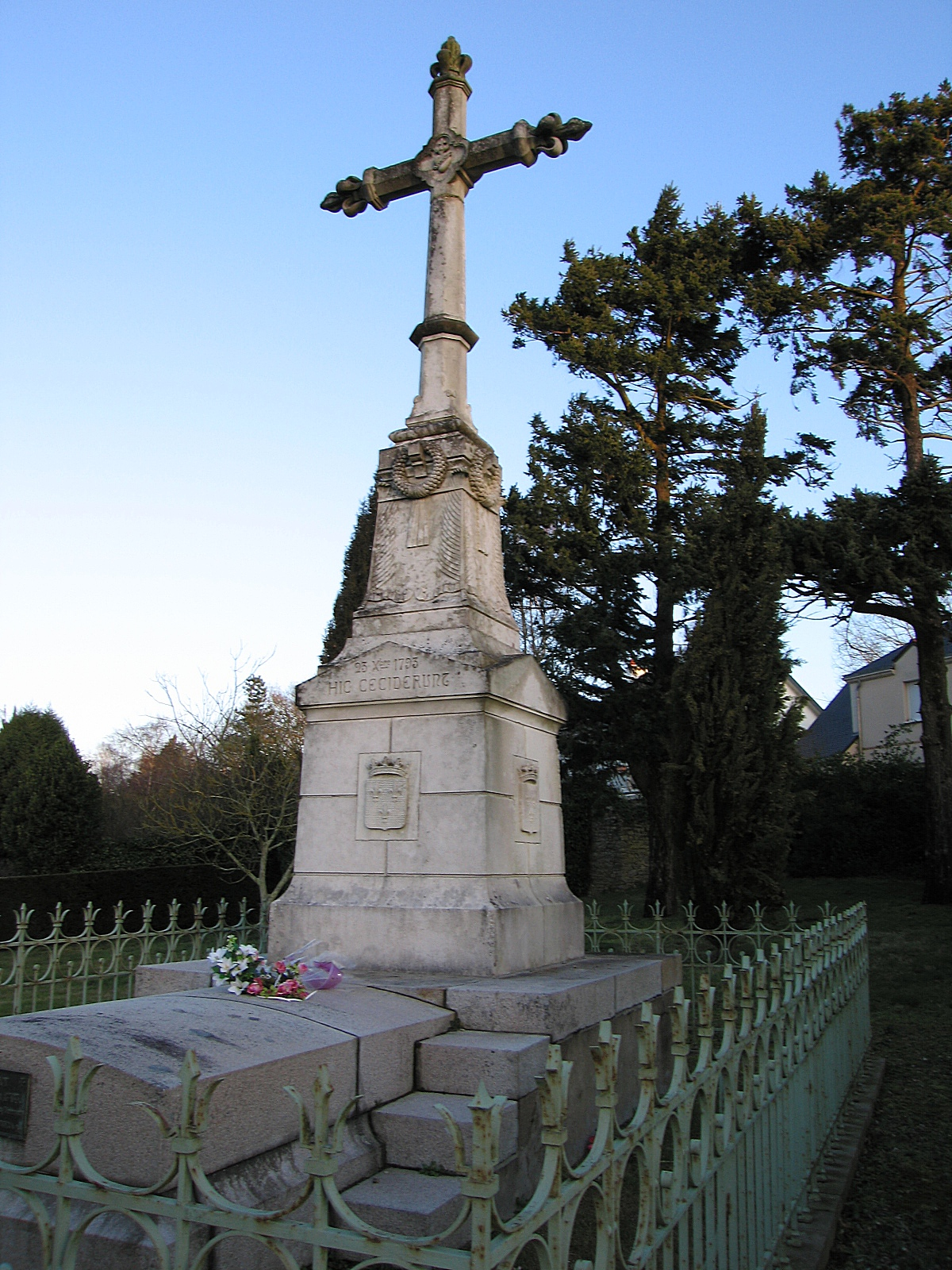
Крест памяти жертв Вандейского мятежа